# Eckhard Berlau-Kirschstein
Eckhard Berlau-Kirschstein (* 5. Juli 1953) ist ein ehemaliger deutscher Fußballspieler. Der Abwehrspieler lief für Borussia Dortmund, Schwarz-Weiß Essen und Rot-Weiss Essen in der zweitklassigen Regionalliga und der 2. Bundesliga auf.

## Sportlicher Werdegang
Berlau-Kirschstein stieß 1972 vom Dortmunder Stadtteilverein TuS Bövinghausen zu Borussia Dortmund. Beim seinerzeitigen Zweitligisten kam er jedoch in den folgenden beiden Jahren an der Seite von Spielern wie Helmut Nerlinger, Horst Bertram, Helmut Schmidt, Peter Czernotzky oder Branko Rašović nur sporadisch zum Zug. Während er mit dem BVB als Tabellensechster der Regionalliga-West-Spielzeit 1973/74 die Qualifikation für die neu eingeführte 2. Bundesliga schaffte, brach er daher nach nur neun Ligaspielen in zwei Jahren dennoch seine Zelte in Dortmund ab und wechselte zum Ligakonkurrenten Schwarz-Weiß Essen, der die Regionalligasaison mit nur drei Punkten weniger auf dem achten Platz abgeschlossen hatte. Unter Trainer Albert Becker war er hier zu Beginn der Spielzeit 1974/75 ebenfalls nur zweite Wahl, unter dessen Nachfolger Hubert Schieth avancierte er jedoch in der zweiten Saisonhälfte zur Stammkraft. In der folgenden Spielzeit war er ebenfalls über weite Strecken an der Seite von Herbert Bals, Thomas Hörster, Herbert Zimmer und Hans Wulf Stammspieler, ehe er nach einer Roten Karte beim 1:0-Erfolg bei der SpVgg Erkenschwick im Februar 1976 und der anschließenden Sperre zeitweise ins zweite Glied rückte. Nachdem er in der Spielzeit 1976/77 bei 30 Saisoneinsätzen zwischen Startelf und Ersatzbank hin- und hergependelt war, gehörte er ab Sommer 1977 unter dem neuen Trainer Dieter Tartemann wieder zu den Stammspielern. Dennoch wechselte er Mitte Dezember nach 91 Zweitligaspielen innerhalb Essens zum Stadt- und Ligarivalen Rot-Weiss. Zunächst auch hier Stammkraft, musste er nach einer Verletzungspause mit der Rolle als Ergänzungsspieler zurechtkommen. Unter Trainer Diethelm Ferner war er in der Spielzeit 1978/79 sowie unter dessen Nachfolger Rolf Schafstall in der Spielzeit 1979/80 jeweils über weite Strecken, aber auch nicht dauerhaft Stammspieler. Als Tabellenzweiter der Nordstaffel hinter Vorjahresabsteiger Arminia Bielefeld hatte er sich mit der Mannschaft für die Aufstiegsspiele zur Bundesliga qualifiziert, dort bestritt er im Sommer 1980 beide Spiele gegen den Süd-Zweiten Karlsruher SC.  Bei der 1:5-Klatsche im Hinspiel wurde er für Urban Klausmann kurz nach dem vierten Gegentreffer eingewechselt. Im Rückspiel versuchte er an der Seite von Mannschaftskapitän Matthias Herget, Karlheinz Meininger, Frank Mill und Willi Lippens das Ergebnis umzubiegen, nach zwischenzeitlicher 3:0-Führung durch Treffer von Meininger und zweimal Mill keimte Hoffnung auf, die Uwe Dittus mit seinem Treffer zum 3:1-Endstand beendete. Nach dem verpassten Aufstieg trennten sich die Wege von Verein und Berlau-Kirschstein nach 72 Zweitligaspielen, in denen er zwei Tore erzielt hatte.